# Jan Masaryk
Jan Garrigue Masaryk (Praga, 14 settembre 1886 – Praga, 10 marzo 1948) è stato un politico cecoslovacco.

## Biografia

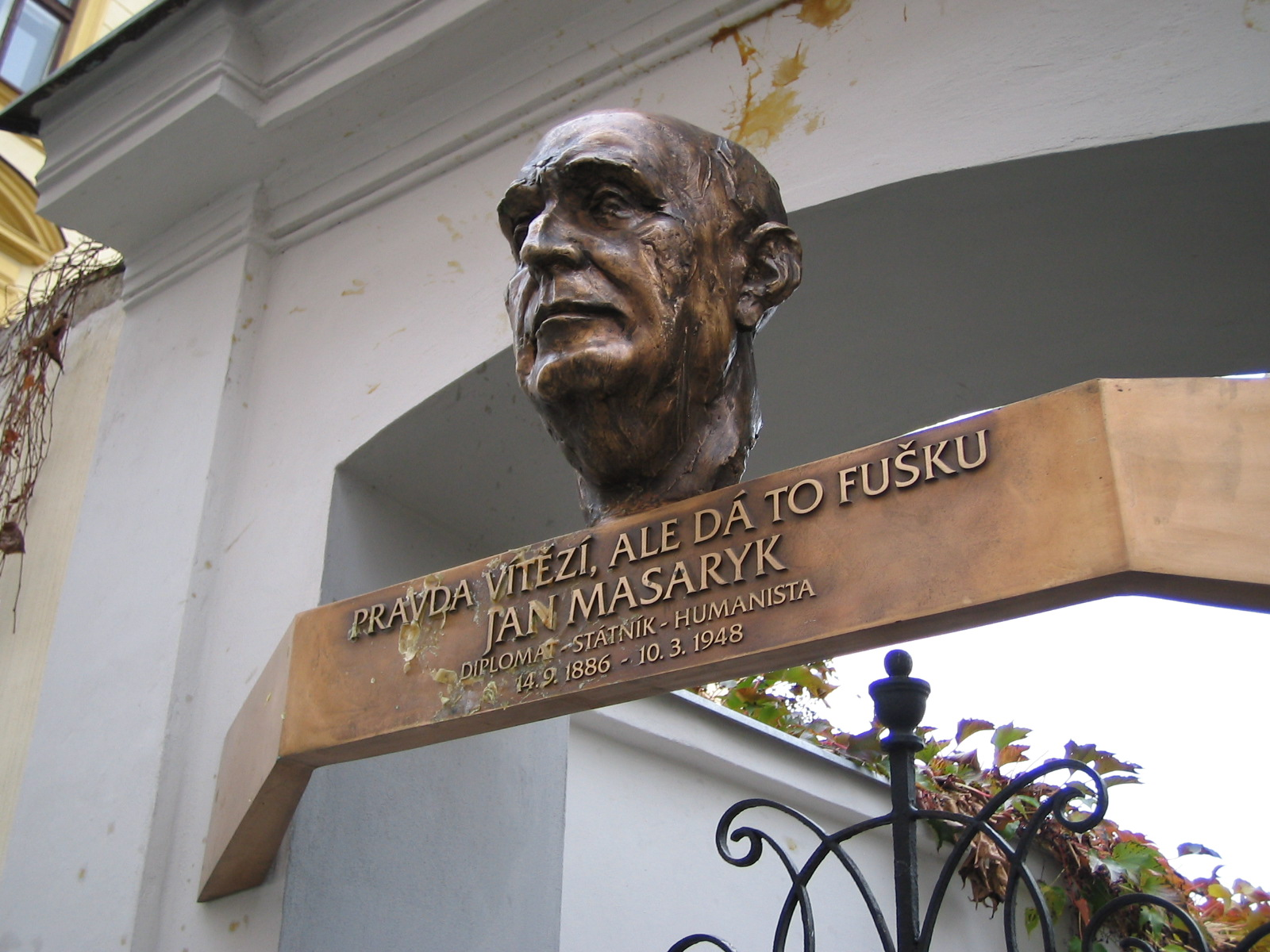
Monumento a Jan Masaryk a Praga

Jan Masaryk era figlio di Tomáš Masaryk, il primo presidente cecoslovacco e della statunitense Charlotte Garrigue. Frequentò le scuole a Praga e negli Stati Uniti e durante la prima guerra mondiale fu ufficiale dell'esercito austro-ungarico. Il 20 dicembre 1918 accolse suo padre, il presidente T. G. Masaryk, ai confini della patria liberata, al suo ritorno dall'Italia. Nel 1919 entrò a far parte del corpo diplomatico come chargé d'affaires con gli Stati Uniti, e negli anni dal 1925 al 1938 fu ambasciatore cecoslovacco a Londra.
Fu iniziato in massoneria nella loggia "Jan Amos Komenský N.1" di Praga.
Dal 1940 fu ministro degli esteri del governo cecoslovacco in esilio, raggiungendo una notevole popolarità presso i suoi compatrioti attraverso una serie di trasmissioni della BBC dirette alla popolazione del Protettorato di Boemia e Moravia. Al suo rientro in patria nel 1945 mantenne il ruolo di ministro degli esteri.
In veste di ministro degli esteri, Jan Masaryk, che avrebbe dovuto recarsi a Parigi il 12 luglio 1947 alla conferenza sul piano Marshall, fu convocato a Mosca insieme agli altri componenti del governo cecoslovacco e ricevette da Stalin l'ordine di abbandonare le trattative che avrebbero potuto coinvolgere la Cecoslovacchia nel piano Marshall. Masaryk commentò la vicenda in questo modo: «Sono andato a Mosca come ministro degli esteri di uno stato indipendente e sovrano, ne sono tornato quale lacchè del governo sovietico».
Venne trovato morto nel cortile, sotto la finestra del bagno dell'edificio del Ministero degli esteri di Praga (Palazzo Černín) e in pigiama, il 10 marzo 1948. Masaryk era l'unico ministro socialista nel governo, dominato dai comunisti, costituito un mese prima. Le speculazioni sulla sua morte continuarono a lungo: per molto tempo non vi fu nessuna prova che incolpasse o scagionasse il regime, anche se recentemente si tende ad abbandonare l'ipotesi del suicidio a favore di quella dell'omicidio, definendo quella di Masaryk la cosiddetta quarta defenestrazione di Praga. Le circostanze del suo decesso rimasero comunque dubbie per tutto il periodo a guida comunista.
Quando questa cessò, un rapporto di polizia di Praga del 2004 concluse, alla luce di un esame necroscopico, che Masaryk era stato lanciato fuori dalla finestra; si trattava di conclusioni apparentemente corroborate nel 2006 dalle rivelazioni di un giornalista russo e da dichiarazioni che avrebbe reso Nicolae Ceaușescu in privato.